# 王九齢
王 九齢（おう きゅうれい）は、中華民国の政治家。雲南派に属する。字は竹村、夢菊。

## 事績
清末に日本に留学し、法政大学を卒業した。このときに雲南留日学生総監を務め、また、中国同盟会に加入している。1911年（宣統3年）9月末に、蔡鍔・唐継尭らによる昆明重九起義（雲南辛亥革命）に参加した。雲南軍政府が成立した後には、民事を担当した。1913年（民国2年）、王は雲南督軍署秘書に任命された。これ以後、唐継尭の配下となる。護法運動が開始されると、靖国聯軍総司令部軍法処長に任じられた。1921年（民国10年）、雲南陸軍軍法科科長となり、1923年（民国12年）、雲南財政司司長に昇進した。
1924年（民国11月）、段祺瑞が臨時執政として復権したことを受けて、王九齢は北京に赴く。そこで教育総長に任命される予定であったが、実際には就任できなかった。結局、王は雲南に戻り、省政務委員兼塩運使に任じられた。これら以外にも、富滇銀行行長、東陸大学名誉校長なども歴任している。
1927年（民国16年）2月、唐継尭が、部下の竜雲ら4鎮守使の兵変により失脚してしまう。唐の腹心であった王九齢もまた下野し、政界から事実上引退した。日中戦争（抗日戦争）期間中には、雲南省参議会議員に選出されている。中華人民共和国が成立した後も、王九齢は雲南に留まった。雲南省政治協商会議委員、雲南省仏教協会会長などをつとめている。1951年、死去。享年73。

## 注
1. ↑  『雲南辞典』（1993）、618頁による。徐主編（1882）、60頁は1882年（清光緒8年）とする。
2. 1 2 3  徐主編（2007）、60頁。
3. 1 2 3  『雲南辞典』（1993）、618頁。